# Starý Plzenec
Starý Plzenec (en allemand : Alt Pilsen) est une ville du district de Plzeň-Ville, dans la région de Plzeň, en République tchèque. Sa population s'élevait à 5 204 habitants en 2022.

## Géographie
Starý Plzenec se trouve à 9 km au sud-est du centre de Plzeň et à 81 km à l'ouest-sud-ouest de Prague.
La commune est limitée par Letkov au nord, par Tymákov et Lhůta à l'est, par Šťáhlavy, Nezbavětice et Losiná au sud, et par Plzeň à l'ouest.

## Histoire
La première mention écrite de la localité date de 976.

## Administration
La commune se compose de deux sections :
- Sedlec
- Starý Plzenec

## Galerie

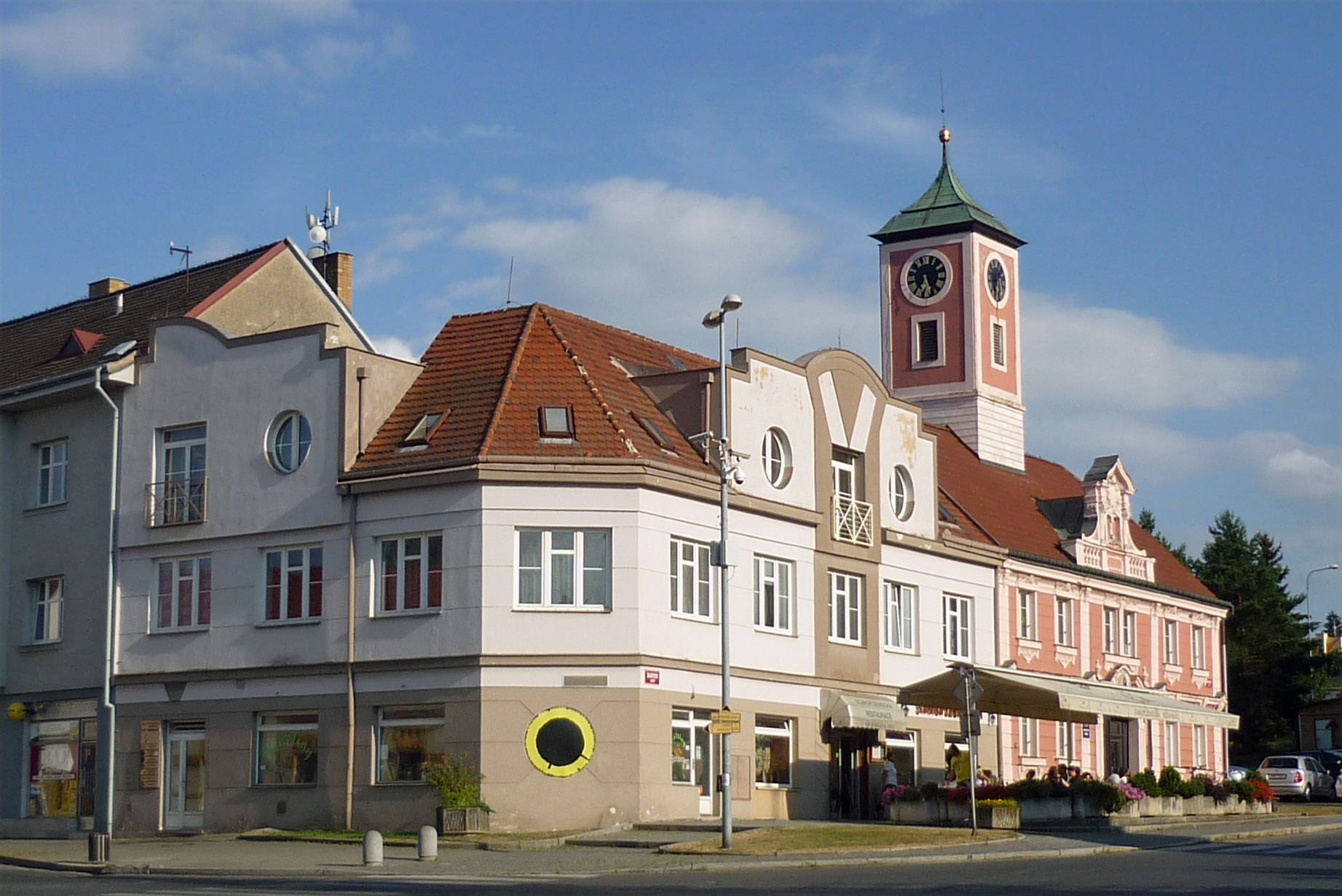
Hôtel de ville.
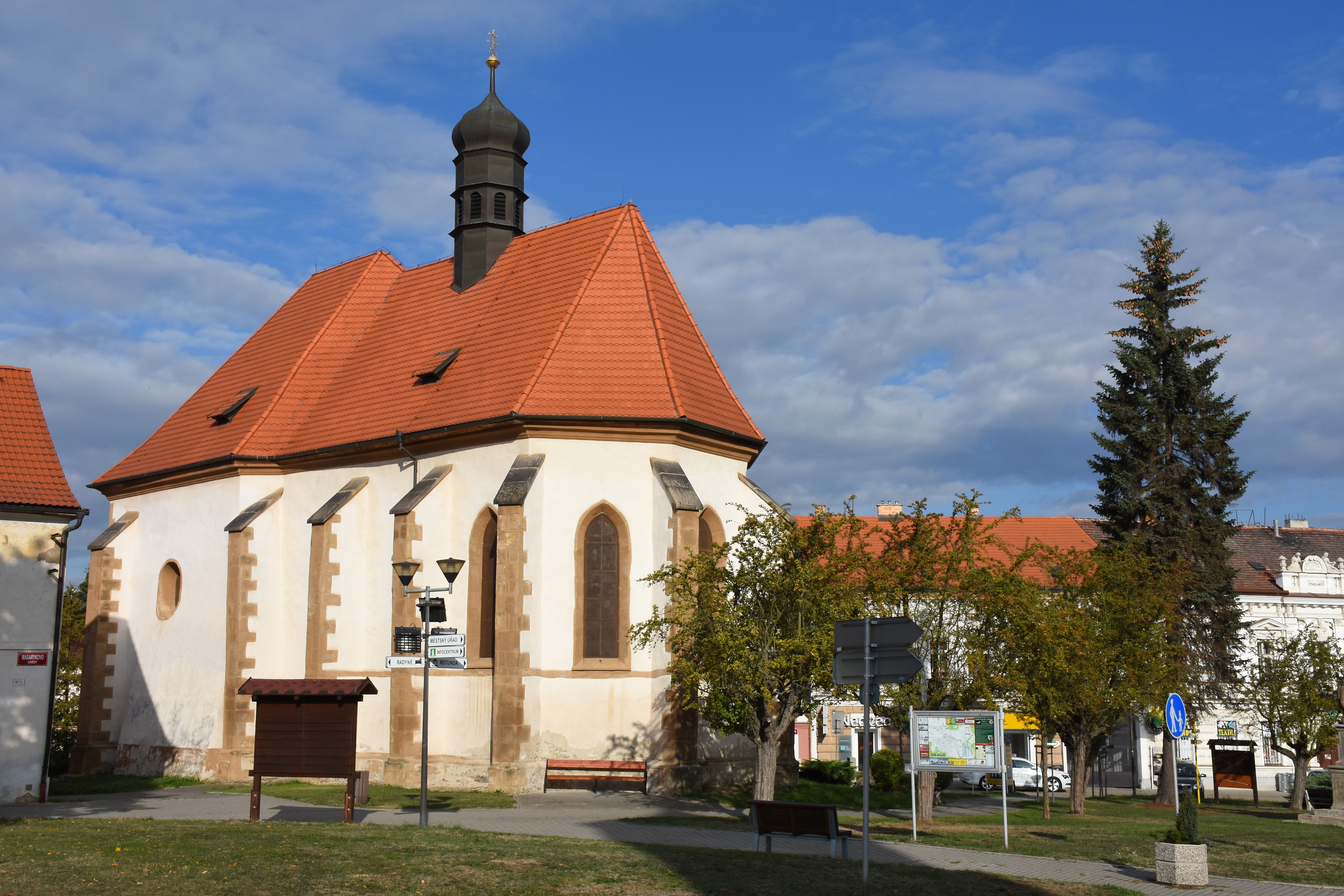
Église de Starý Plzenec.

## Transports
Par la route, Starý Plzenec se trouve à 11 km de Plzeň et à 94 km de Prague.